# Zona Especial Norte
Zona Especial Norte o Plan ZEN fue un plan diseñado por el Ministerio del Interior de España, entonces dirigido por José Barrionuevo del Partido Socialista Obrero Español, que fue dado a conocer en febrero de 1983, con el objetivo de enfrentarse a la violencia de ETA y frenar la situación insurreccional y de fuerte conflictividad social que, a principios de la década de 1980, se vivía en el País Vasco. 
Consta de 11 capítulos y un preámbulo. Dicho preámbulo dice:

Este Plan, integrado dentro de otro más general en el que se atienda a nivel nacional la problemática que en todo Estado plantea la seguridad ciudadana, trata de enfrentarse con la realidad y peculiaridades del País Vasco y Navarra. Sus líneas generales ofrecen una estructura con la que se pretende alcanzar ahora unos objetivos, definidos en este momento, pero lo suficientemente amplios y flexibles como para que puedan adaptarse a medida que las circunstancias lo vayan exigiendo o la situación lo requiera.

Los objetivos últimos del Plan, objeto de análisis, son los siguientes:
- Potenciación de la lucha contraterrorista en todos los campos: político, social, legal y policial.
- Alcanzar la máxima coordinación entre las Fuerzas y Cuerpos de Seguridad del Estado y con otras Instituciones empeñadas en la erradicación de la violencia.
- Compatibilizar las misiones generales de los Cuerpos de la Seguridad del Estado en la Zona Especial con las específicas que precisa para hacer frente a la problemática planteada.
- Conseguir la permanencia en la Zona Especial del personal de los Cuerpos de Seguridad del Estado y darle la adecuada formación para que cumplan su misión con eficacia, proporcionándole los medios materiales y técnicos para tal fin.
- Realizar acciones encaminadas a concienciar a la población vasca de que la desarticulación del aparato terrorista conlleva una mayor seguridad pública y una mejor defensa de las tradiciones vascas.

Preámbulo del plan ZEN, recogido en la Enciclopedia Auñamendi.

Contra este plan y la posterior Ley antiterrorista de 1984 recurrieron los parlamentos autonómicos vasco y catalán en 1987, por lo que una parte fue declarada inconstitucional por el Tribunal Constitucional.[cita requerida]
Inspirado por dicho plan, los grupos punk Eskorbuto y RIP lanzaron en 1984 un LP compartido titulado Zona Especial Norte